# Grusonov ježkar
Grusonov ježkar (znanstveno ime Echinocactus grusonii) je eden od najbolj znanih kaktej, saj je najbolj pogost kot gojena vrsta. Čeprav je po svetu to najbolj pogosta vrsta družine kaktusovk, je v naravi skrajno ogrožen, saj je na naravnih rastiščih samo še okoli 240 rastlin.
Grusonov ježkar (Echinocactus grusonii) je znanstveno ime dobil po Hermannu Grusonu (1821-1895), zbiralcu in gojitelju kaktej iz Magdeburga, ki je svojo zbirko po smrti zapustil mestu. Opisal ga je Heinrich Hildmannn v Monatsschr. f. Kakteenk. 1. 4 et 45 cum ic. leta 1891.

## Poimenovanja
Imenujejo ga »Golden Barrel Cactus« (am. zlati sod), »Golden Ball« (am. zlata krogla) in »Mother-in-Law's Cushion»« (taščin sedež). Slovenska poimenovanja taksona so »taščin stol«, »taščin sedež», »grusoni«, »grusonijev ježek« ali »grusonov jež«.

## Opis
Grusonov ježkar je rastlina kroglaste oblike, z bleščeče zelenim steblom in žvepleno rumenimi trni, ki so sploščeni in rahlo valoviti.
Ima do 35 reber, ki se formirajo v dobi starosti nad približno 6 let, mladostna oblika pa ima bolj bradavičasto obliko. Zgornji del rastline je prekrit z rumenim puhom. 
Cvetovi z volnasto cvetno čašo so sorazmerno majhni, rumene barve,  dolžine okoli 5 cm, rastlina cveti v starosti nad 20 let. Plod je citronasto rumen in vsebuje nekaj sto svetlečih rjavih semen. Obstaja več oblik, vendar so vse druge oblike grusonovega ježkarja razen naravne umetno vzgojeni kultivarji, ki so rezultat križanja z drugimi vrstami.

## Naravna rastišča
Naravna rastišča so v Mehiki, na območjih San Luis Potosi, Queretaro in Hidalgo. Raste v vroči polpuščavi na vulkanskih skalah na pobočju hribovja, na višini okoli 1400–1800 m. Znana rastišča so San Luis Potosi, San Raphael de las Tablas v Zacatecasu, Vista Hermosa, Cerro Prieto in Zimpan dam v Queretaru v Mehiki.

## Vzgoja
Poleti ga gojimo v rastlinjaku ali na prostem, na zelo vročem sončnem prostoru (35-50 °C). Zalivamo ga le v sezoni največ enkrat tedensko, najbolje dvakrat mesečno ali manj. Prezimuje naj v popolnoma suhem in zmerno hladnem prostoru nad 8 °C. Substrat naj bo peščeno ilovnat, lahko dodamo nekaj komposta. Cepljenje ni potrebno, čeprav se pojavljajo komercialni cepljeni primerki. Razmnoževanje je možno le s setvijo, ker rastlina zelo redko brsti. Sejemo spomladi ali jeseni, ko seme vzkali, je potrebno zračenje sejancev. Gojenje na prostem je zelo uspešno od aprila do začetka novembra, če so zaščiteni pred dežjem. Gojeni primerki slabo prenesejo že nekaj stopinj nad ničlo, sploh če take temperature trajajo dlje. Grusonovega ježkarja lahko tako štejemo med na mraz bolj občutljive kaktuse, čeprav v naravi preživi tudi do -8 °C.

## Ogroženost
Leta 2002 sta vrsto W.A. Fitz Maurice in B. Fitz Maurice uvrstila na Rdeči seznam IUCN. Kaktus raste samo še na blizu Mesa de Léon v mehiški državi Queretaro pobočjih med vulkanskimi skalami na višini okoli 1400 m. Površina, na kateri so bili razširjeni, se ocenjuje na 25 km², najdejo pa se na površini manj kot 10 km². Skupno število rastlin je ocenjeno na približno 250 in še upada. Populacija se je kritično zmanjšala v letu 1990, ko so zgradili zbiralno jezero Zimapán dam. Vrsta je na rastišču skrajno ogrožena, ker je regeneracijska doba okoli 30 let.
Echinocactus grusonii je kot sprejeta vrsta po Andersonu (2001) in Huntu (1999) uvrščen na CITES App.II, vendar oblasti ne uvedejo skrajnih naporov za ohranitev vrste v naravi, ker je na milijone teh rastlin v vrtnarijah in pri zbiralcih. Po IUCN ima status prizadete vrste (B1ab(v); C1 ver 3.1)

## Sinonimi
- Echinocactus grusonii cv. nudus hort.
- Echinocactus grusonii var. albispinus Y. Ito The Cactaceae: 503, brez tipa, 1981
- Echinocactus grusonii var. horridus Y. Ito The Cactaceae: 505, brez tipa, 1981
- Echinocactus grusonii var. intertextus Y. Ito The Cactaceae: 505, brez tipa, 1981
- Echinocactus grusonii var. subinermis Y. Ito The Cactaceae: 505, brez tipa, 1981

## Galerija
- Echinicactus grusonii
- Echinocactus grusonii
- Trni
- Cvet
- Sadež
- Semena